# Alessandro Perina
Alessandro Perina (né en 1958 à Côme) est un dessinateur de bande dessinée italien qui travaille depuis 1992 pour la filiale italienne de The Walt Disney Company.

## Récompenses et distinctions
- 2014 : prix Micheluzzi de la meilleure série au dessin non réaliste pour Picsou : L'Ultime aventure... (avec Francesco Artibani)